# Runa (revista)
Runa, archivo para las ciencias del hombre, conocida simplemente como Runa, es una revista académica publicada por el Instituto de Ciencias Antropológicas (ICA) de la Facultad de Filosofía y Letras de la Universidad de Buenos Aires (Argentina).

## Misión y objetivos
Esta revista científica publica trabajos de autores de Argentina y otros países que realicen investigaciones relacionadas con temáticas antropológicas, especialmente en relación con la antropología biológica, la antropología social, la etnología, la etnohistoria y el folklore. La revista tiene una dilatada historia como publicación académica argentina, y en el pasado también incluía trabajos de arqueología. La revista tiene como objetivo fortalecer y propiciar el intercambio de resultados de investigaciones en el marco de las Ciencias sociales y humanas.
Se trata de una revista de de acceso abierto, gratuita, revisada por pares con periodicidad semestral que publica diferentes tipos de trabajos, principalmente artículos originales, trabajos procedentes de conferencias, entrevistas a destacados investigadores, traducciones de trabajos de interés, comentarios o reseñas de libros y debates académicos puedan constituir avances en las discusiones teóricas del momento. Principalmente se editan trabajos en español, aunque también pueden publicar en portugués, siempre y cuando cumplan con las normas y políticas de la revista.

## Historia
La revista Runa comenzó a ser editada por el Instituto de Antropología en el año 1948, inicialmente con periodicidad anual. En su primer número, el director de dicho Instituto, José Imbelloni presenta la revista con las siguientes palabras:
A las instituciones, laboratorios y especialistas de América y del Mundo consagrados a las Ciencias del Hombre, se propone hacer llegar por medio de esta publicación su voz amistosa y solidaria el Instituto de Antropología que se ha fundado en la Facultad de Filosofía y Letras (Universidad de Buenos Aires) en 1.947 (Abril 15).
No existe en este momento en la América del Sud órgano alguno dedicado a las Ciencias del Hombre, y es justo que del solar argentino surja la iniciativa de romper el silencio, por ser la Argentina la nación que desde más de setenta años viene trabajando con mayor empeño en esta rama del saber, ya sea manteniendo cátedras y fundando institutos en sus universidades, ya editando tratados y monografías, ya organizando museos.

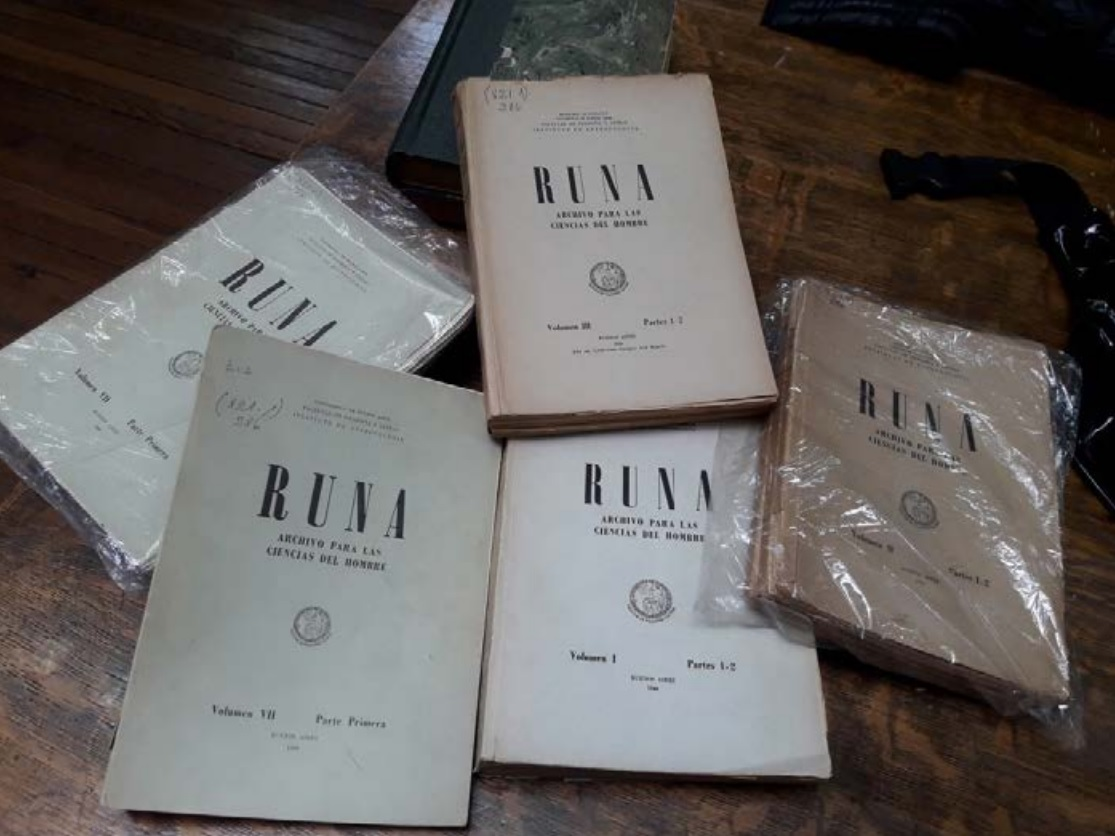
Imagen de las algunas de las tapas de la revista publicadas entre 1948 y 1968.

Otro de los objetivos de Imbelloni era que la Antropología argentina comenzara a proyectarse dentro de la escena mundial de la disciplina. De esta forma, pasaría de ser receptora de personas (como el mismo) y de ideas para asumir un nuevo rol como emisor de saberes. Para ello, el contexto histórico era favorable al país, dado que los institutos europeos de antropología habían cesado su producción por la Segunda Guerra Mundial y la consiguiente posguerra. De esta forma, la revista Runa ofrecería sus páginas a los investigadores y problemáticas de Europa, América y del resto del mundo, buscando así darle protagonismo a la antropología argentina. Entre los años 1948 y 1954 se publicaron seis tomos con periodicidad anual y de forma casi continua, ya que únicamente no se salió publicada en el año 1953. Mientras que en 1955 tampoco se editó, retomándose en el año 1956 ya de forma semestral (enero-junio y julio-diciembre). De esta forma salió en los años 1956, 1957 y 1959. Durante esta etapa fue director de la revista en varias oportunidades Marcelo Bórmida, quien fuera en sus inicios discípulo de Imbelloni, aunque luego tomara otro camino académico, sin negar las posturas difusionistas de su mentor. Luego ocurre una pausa en la continuidad de unos 8 años, retomándose en el año 1967 aunque sin lograr mayor continuidad, ya que se publicó en 1967, 1968 y 1970, con un formato semestral pero que se imprimían ambos números juntos. Nuevamente se retoma de forma intermitente durante la década de 1980. En esta nueva etapa que se inició con el regreso de la democracia en Argentina en 1983, la revista se plantea como objetivo:
contemplar las necesidades bibliográficas de las cátedras; ser órgano de expresión de los americanistas; ser multidisciplinaria en todas las especialidades de la antropología; ser pluralista en el sentido teórico y metodológico. Lograr un papel protagónico en la antropología regional
Además, la revista por primera vez conforma un Comité consultivo Internacional que tendrá como misión colaborar en la selección del material que será publicado. Durante esta década salió como revista semestral en 1981, mientras que en 1984, 1985, 1986 y 1988 se publicaron como tomo doble. Desde 1990, aún sin lograr la continuidad, se publicó como número anual en 1990, 1992, 1994 y 1995, cuando nuevamente deja de salir durante un tiempo. Por otro lado, desde el 1991 la revista comienza a publicar volúmenes temáticos, iniciando en ese año con los trabajos del Simposio Historia de la Antropología en la Argentina y del Taller de Historia de la Antropología realizados en el marco del 3° Congreso Argentino de Antropología Social.
La revista retomó una vez más su publicación en el año 2002, desde el cual -salvo en el 2004- ha salido de forma continuada sin interrupciones, y desde el 2009 nuevamente de forma semestral. De esta forma, al año 2022 lleva publicados 43 números. La editora responsable entre los años 1984 y 1990 fue Ana María Lorandi. En el año 2022 la directora de la revista es Mabel Grimberg.
| Año real | Año formal | Volumen | Director                      |
| -------- | ---------- | ------- | ----------------------------- |
| 1948     | 1948       | 1       | José Imbelloni                |
| 1949     | 1949       | 2       | José Imbelloni                |
| 1950     | 1950       | 3       | José Imbelloni                |
| 1951     | 1951       | 4       | José Imbelloni                |
| 1952     | 1952       | 5       | José Imbelloni                |
| 1954     | 1953-1954  | 6       | José Imbelloni                |
| 1956     | 1956       | 7       | Salvador Canals Frau          |
| 1957     | 1856-1957  | 8       | Salvador Canals Frau          |
| 1959     | 1958-1959  | 9       | Enrique Palavecino            |
| 1967     | 1967       | 10      | Marcelo Bórmida               |
| 1968     | 1968       | 11      | Marcelo Bórmida               |
| 1970     | 1969-1970  | 12      | Marcelo Bórmida               |
| 1981     | 1976-1980  | 13      | Amalia Sanguinetti de Bórmida |
| 1984     | 1984       | 14      | Ana María Lorandi             |
| 1985     | 1985       | 15      | Ana María Lorandi             |
| 1986     | 1986       | 16      | Ana María Lorandi             |
| 1988     | 1987-1988  | 17-18   | Ana María Lorandi             |
| 1990     | 1989-1990  | 19      | Ana María Lorandi             |
| 1992     | 1991-1992  | 20      | José Antonio Pérez Gollán     |
| 1994     | 1993-1994  | 21      | José Antonio Pérez Gollán     |
| 1995     | 1995       | 22      | José Antonio Pérez Gollán     |
| 2002     | 2002       | 23      | Carlos Hernán                 |
| 2003     | 2003       | 24      | Carlos Hernán                 |
| 2005     | 2005       | 25      | Carlos Hernán                 |
| 2006     | 2006       | 26      | Carlos Hernán                 |
| 2007     | 2007       | 27      | Carlos Hernán                 |
| 2008     | 2008       | 28-29   | Carlos Hernán                 |
| 2009     | 2009       | 30      | Mabel Grinberg                |
| 2010     | 2010       | 31      | Mabel Grinberg                |
| 2011     | 2011       | 32      | Mabel Grinberg                |
| 2012     | 2012       | 33      | Mabel Grinberg                |
| 2013     | 2013       | 34      | Mabel Grinberg                |
| 2014     | 2014       | 35      | Mabel Grinberg                |
| 2015     | 2015       | 36      | Mabel Grinberg                |
| 2016     | 2016       | 37      | Mabel Grinberg                |
| 2017     | 2017       | 38      | Mabel Grinberg                |
| 2018     | 2018       | 39      | Mabel Grinberg                |
| 2019     | 2019       | 40      | Mabel Grinberg                |
| 2020     | 2020       | 41      | Mabel Grinberg                |
| 2021     | 2021       | 42      | Mabel Grinberg                |
| 2022     | 2022       | 43      | Mabel Grinberg                |
| 2023     | 2023       | 44      | Virginia Manzano              |

## Resumen e indexación
La revista está indexada en:
- Núcleo Básico de Revistas Científicas (CAICyT – CONICET)[13]
- Anthropological Index Online.
- Anthropological Literature.
- HLAS (Handbook of Latin American Studies).
- HAPI (Hispanic American Periodical Index).
- CLASE (Citas Latinoamericanas en Ciencias Sociales y Humanidades).
- ERIH PLUS (European Reference Index for the Humanities and the Social Sciences).
- EBSCOhost (Online Research Databases).
- Gale Virtual Reference Library.
- Redalyc (Red de Revistas Científicas de América Latina y el Caribe, España y Portugal).
- SciELO Argentina.
- OAJI /Open Academic Journals Index.
- PKP Index.
- DOAJ (Directory of Open Access Journal).
- LATINDEX (Sistema Regional de Información en Línea para Revistas Científicas de América Latina, el Caribe, España y Portugal).
- CITE FACTOR (Academic Scientific Journals indexing).
- Ulrich´s Serials Analysis System.
- BIBLAT (Bibliografía Latinoamericana en revistas de investigación científico y social).
- DIALNET (Plataforma de recursos y servicios documentales de la Universidad de La Rioja).
- REDIB (Red Iberoamericana de Innovación y Conocimiento Científico).
- Sherpa/Romeo.
- Malena/Caicyt